# Environnement en Bolivie
L'environnement en Bolivie est l'environnement (ensemble des éléments - biotiques ou abiotiques - qui entourent un individu ou une espèce et dont certains contribuent directement à subvenir à ses besoins) de la Bolivie.
L'environnement bolivien est menacé par la déforestation, la pollution des eaux, l'extraction du lithium qui est une activité très polluante...

## La biodiversité en Bolivie

### Milieux

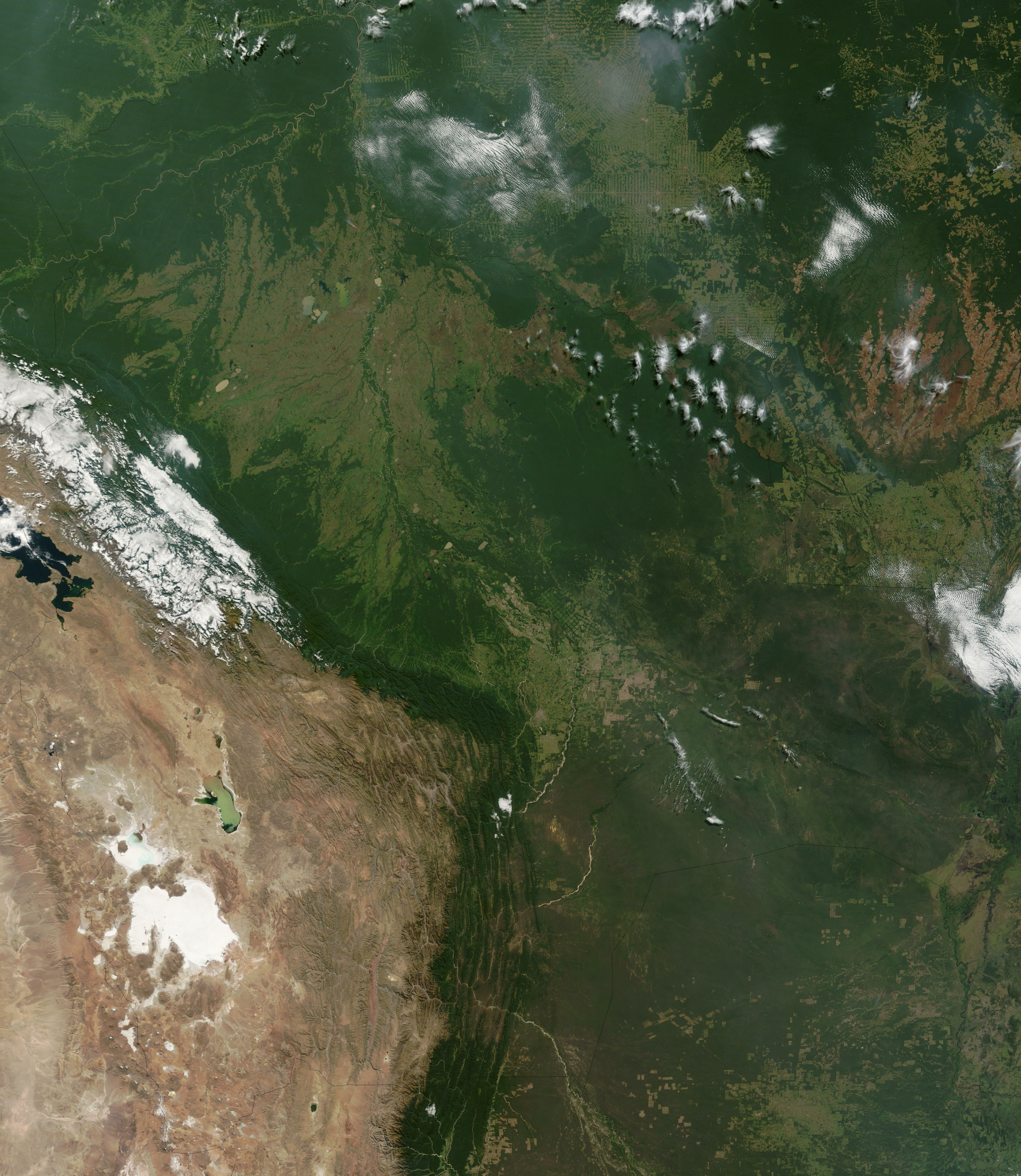
Vue satellite de la Bolivie, on y distingue les Andes à l'ouest avec le salar d'Uyuni et le lac Titicaca.

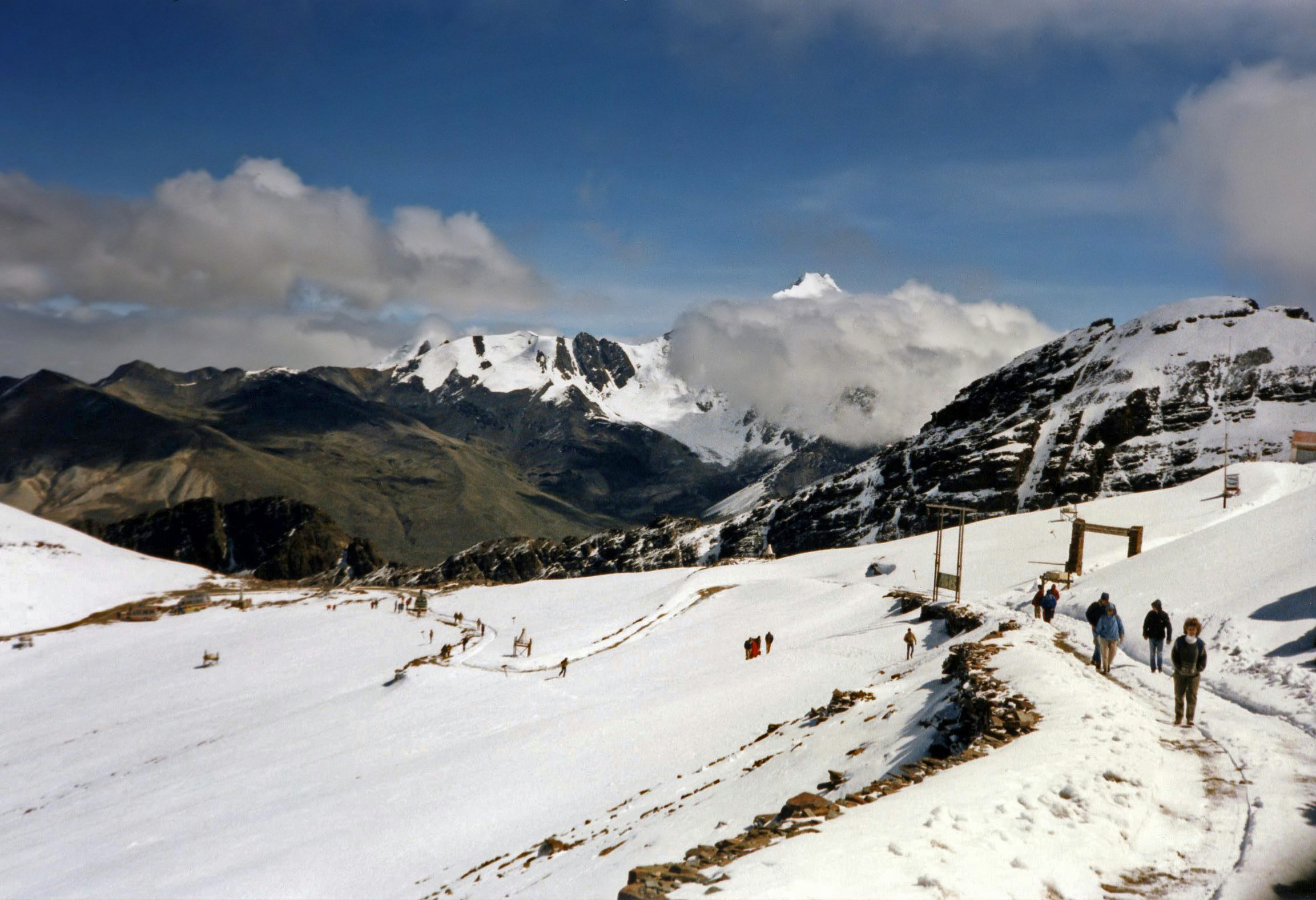
Le Chacaltaya près de La Paz

On retrouve en Bolivie les paysages montagneux de la cordillère des Andes, mais aussi des paysages de plateau d'altitude, avec l'Altiplano. Au sud, la « banquise de sel » offre un paysage lunaire. On y découvre aussi lagunes, volcans et canyons. Dans la région de l'Oriente, au nord-est, un paysage de plaines débouche sur la forêt amazonienne, à la frontière avec le Brésil.
Le climat bolivien est subtropical : chaud et humide. Mais ses conditions climatiques sont variées en raison d'altitudes diverses. En haute altitude, comme dans les Andes, le climat est froid, sec et venteux alors qu'en plaine il est humide et plus doux. Les températures moyennes annuelles se situent entre 8 °C dans l'Altiplano et 26 °C dans les plaines orientales où elles varient peu tout au long de l'année.
La Bolivie est composée de deux régions géographiques bien distinctes. L'Ouest est traversé par deux cordillères d'orientations nord-sud qui bordent un vaste plateau, l'Altiplano, c'est dans cette région que vit la majeure partie des Boliviens. La cordillère occidentale, aride, abrite quelques sommets majestueux comme le Nevado Sajama qui avec ses 6 542 mètres est le point culminant de la Bolivie. Le haut plateau est bordé au nord-est par la cordillère Royale où l'on peut admirer entre autres le Nevado Illimani et l'Illampu et où s'abrite la ville de La Paz. Les massifs de la cordillère orientale abritent des vallées humides et possèdent des contreforts recouverts de forêts.
À l'est s'étendent de vastes plaines alluviales qui bénéficient d'un climat tropical. Le Nord de ces terres basses appartient au bassin amazonien et est en grande partie recouvert de forêt. Plus au sud, les terres font partie du bassin du río Paraguay, les terres y sont davantage défrichées.
La plupart des fleuves importants de la Bolivie sont situés dans les parties nord des basses-terres, en particulier dans l'Alto Beni (Beni supérieur). Les basses-terres du nord sont irriguées par de larges fleuves à débit lent. Les trois plus grands fleuves sont, le Mamoré, le Beni et le Madre de Dios. Ils passent tous au nord, atteignent le rio Madeira au Brésil pour se jeter ensuite dans l'Amazone. Sur les rivières le long du Beni et du Mamoré circulent des bateaux de passagers et de marchandises. Mais les chutes d'eau sur le rio Madeira empêchent toute navigation vers le Brésil. Près de la frontière du Paraguay, des ruisseaux peu profonds se déversent dans le río Pilcomayo ou dans le río Paraguay.

### Faune et flore

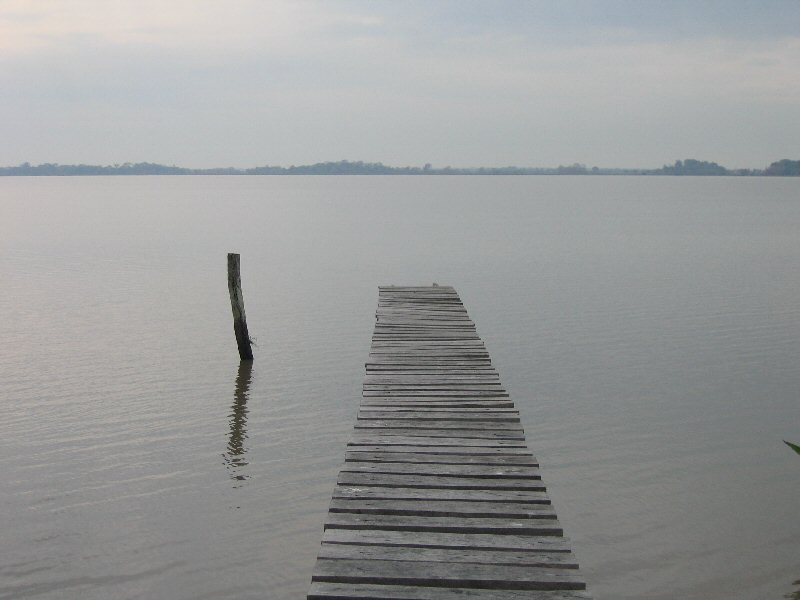
Photo d'un lac du Beni, où les caïmans se sont développés.

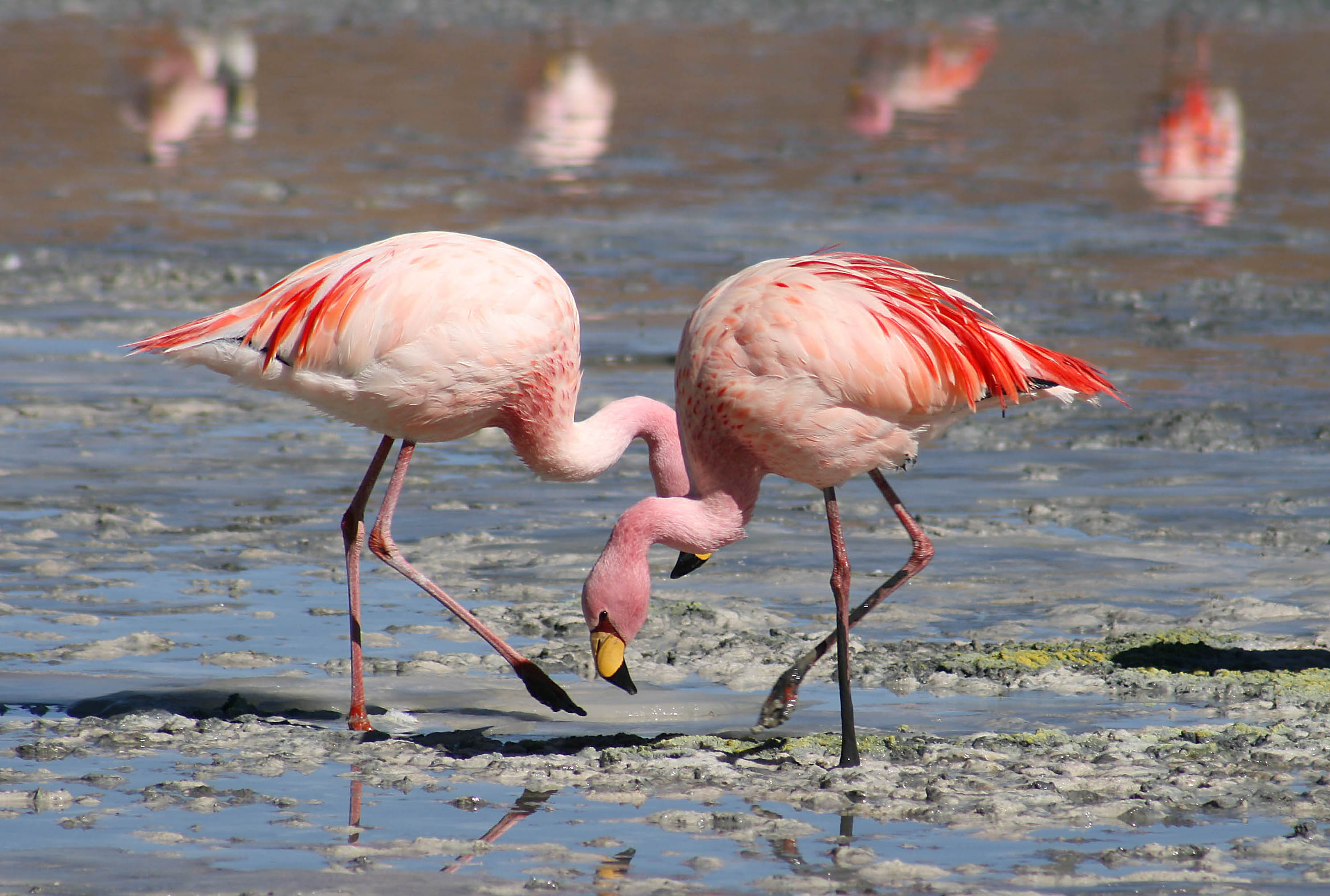
Flamants de James sur la laguna Colorada

### Espaces protégés
La réserve nationale de faune andine Eduardo Avaroa est une vaste zone de protection de la nature de 7 000 km2, située dans le département de Potosí, aux frontières de l'Argentine et du Chili. Elle est administrée par le Servicio Nacional de Áreas Protegidas bolivien ou SERNAP. Depuis le 13 juillet 2009, la réserve est reconnue site Ramsar.

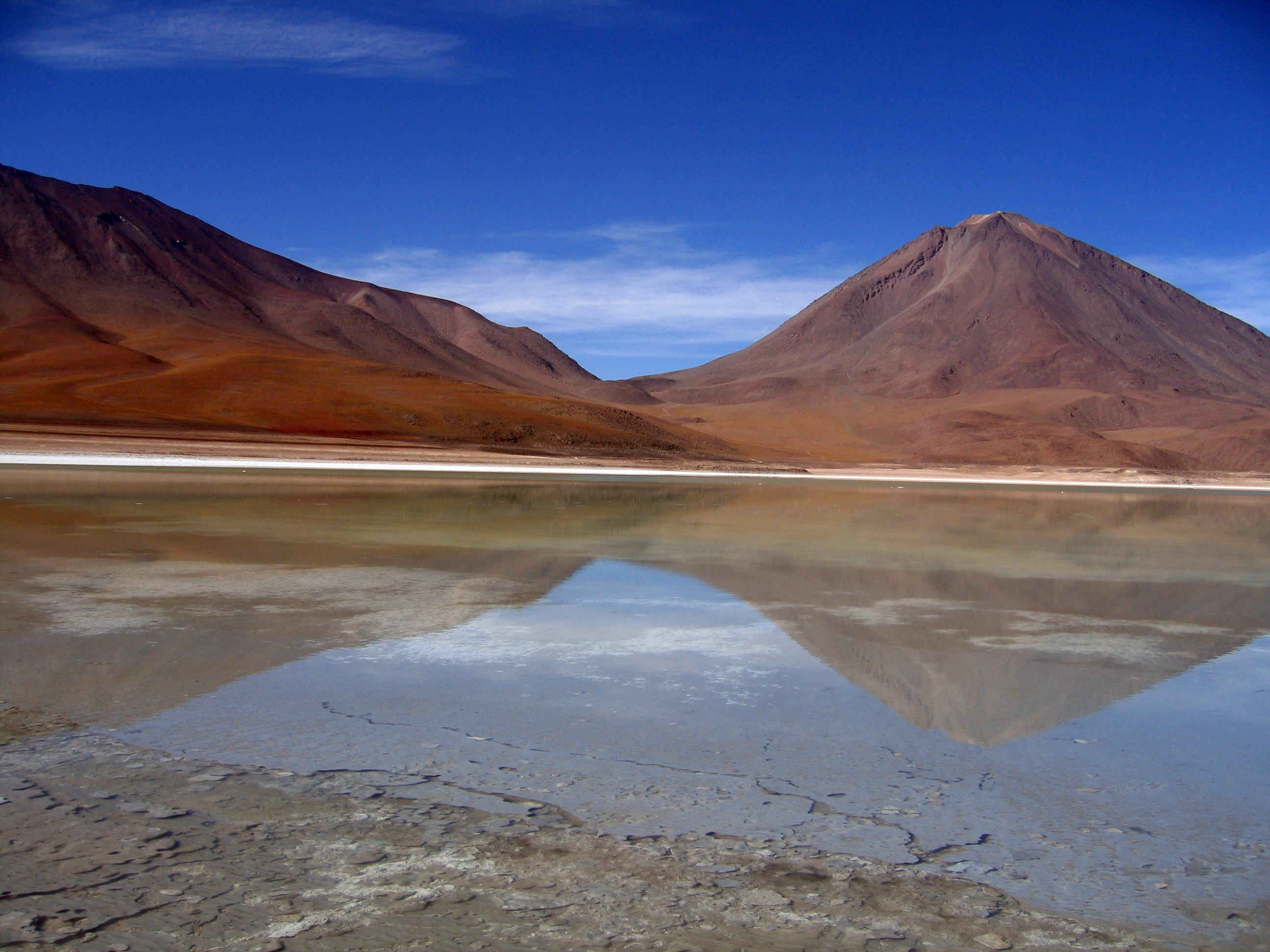
Le Licancabur à droite et la laguna Verde
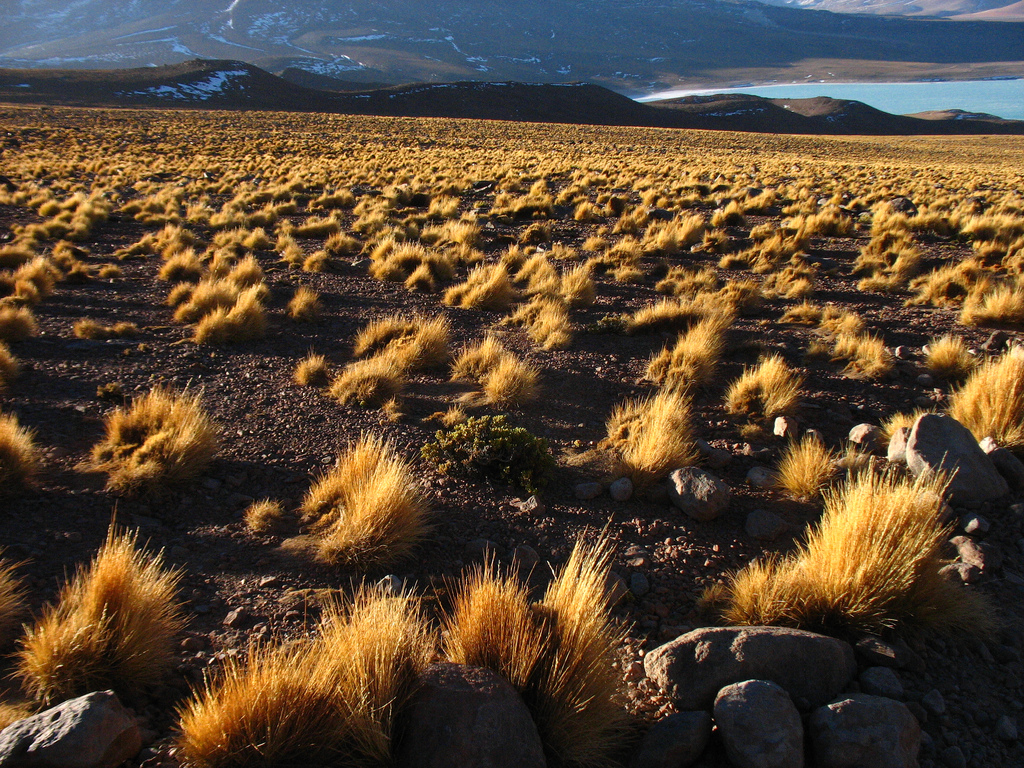
Végétation de stipa ichu et la laguna Verde en fond
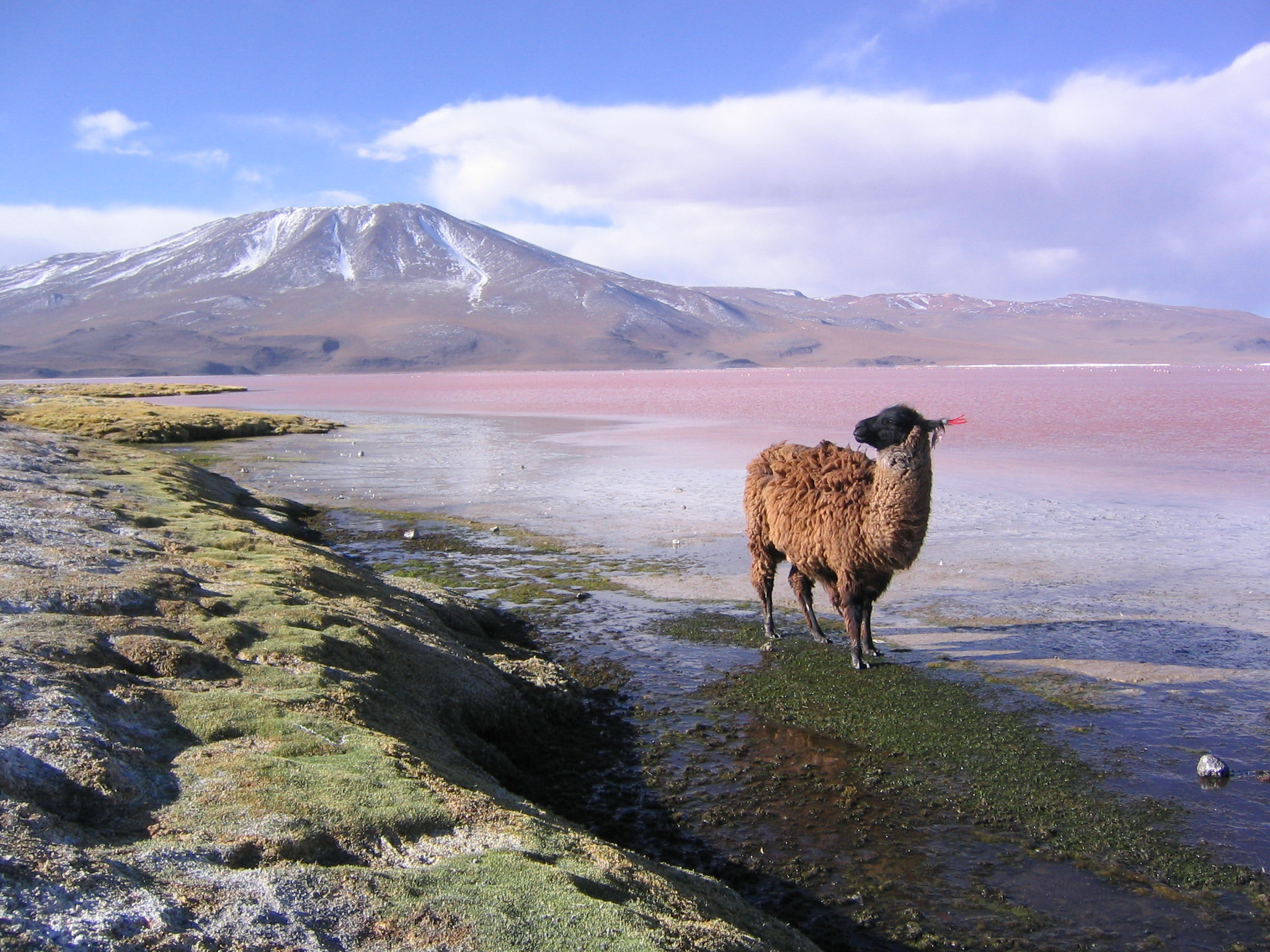
Lama sur la laguna Colorada
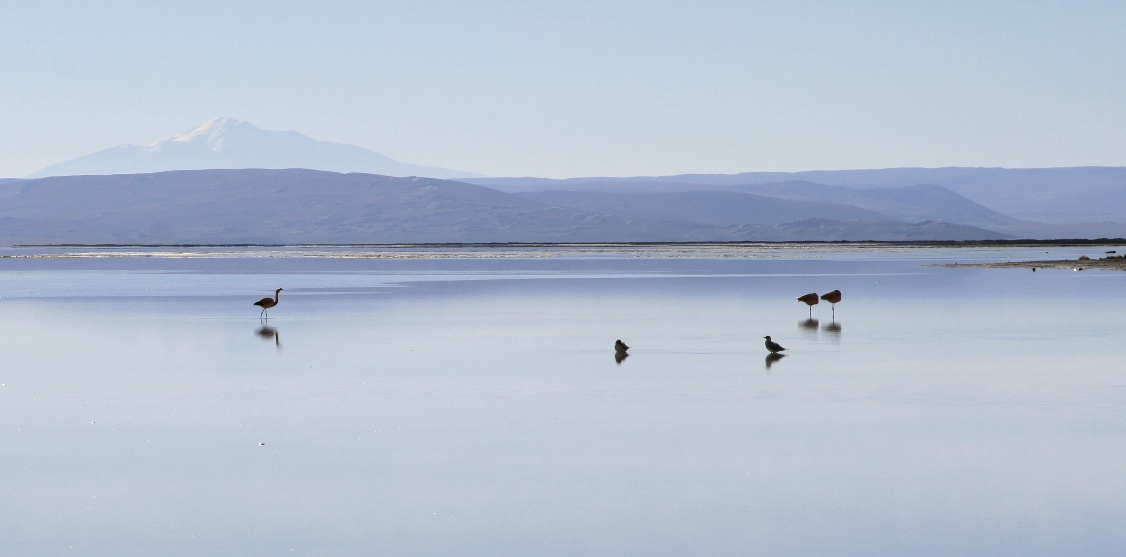
La laguna Salada et le salar de Chalviri
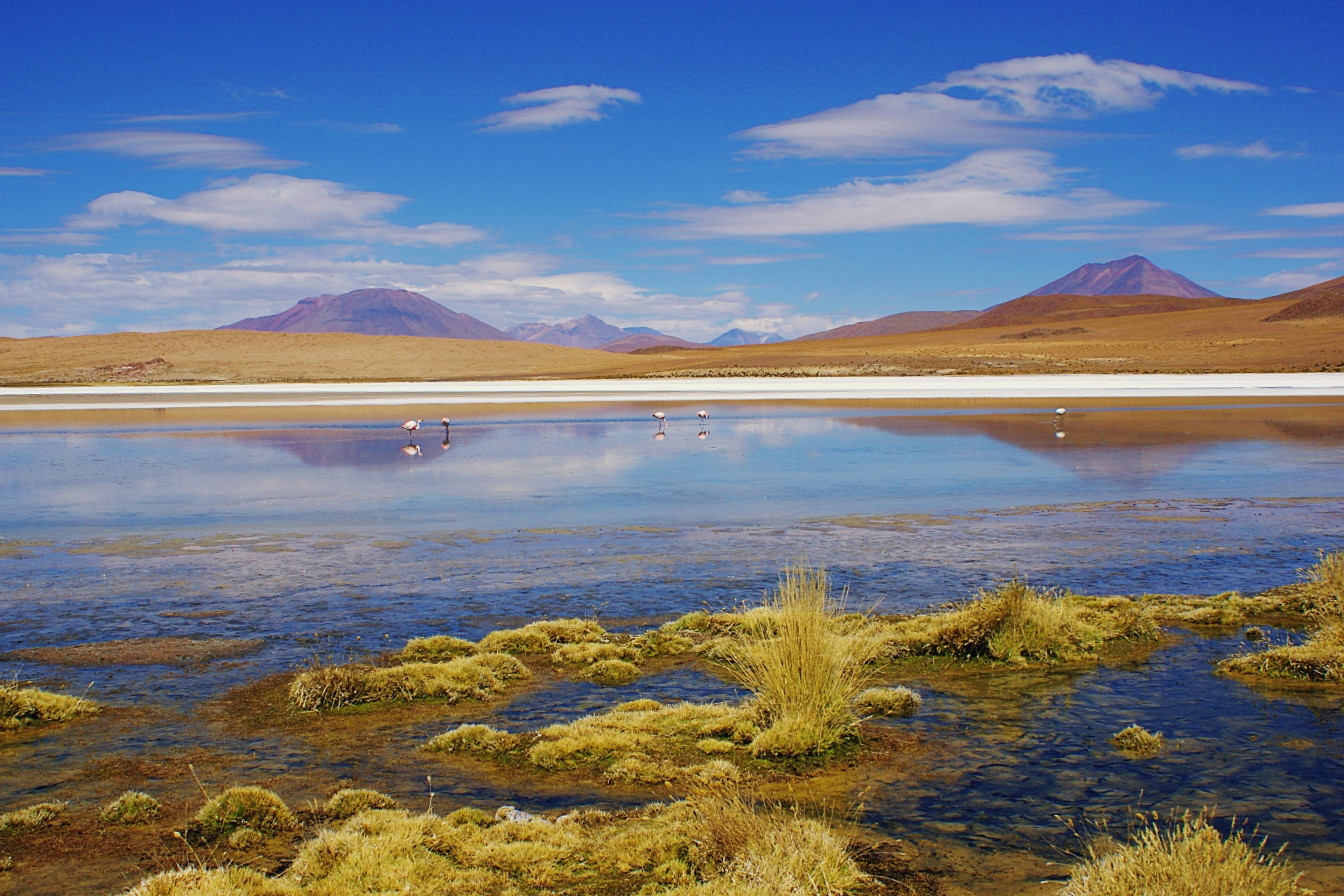
La laguna Cañapa
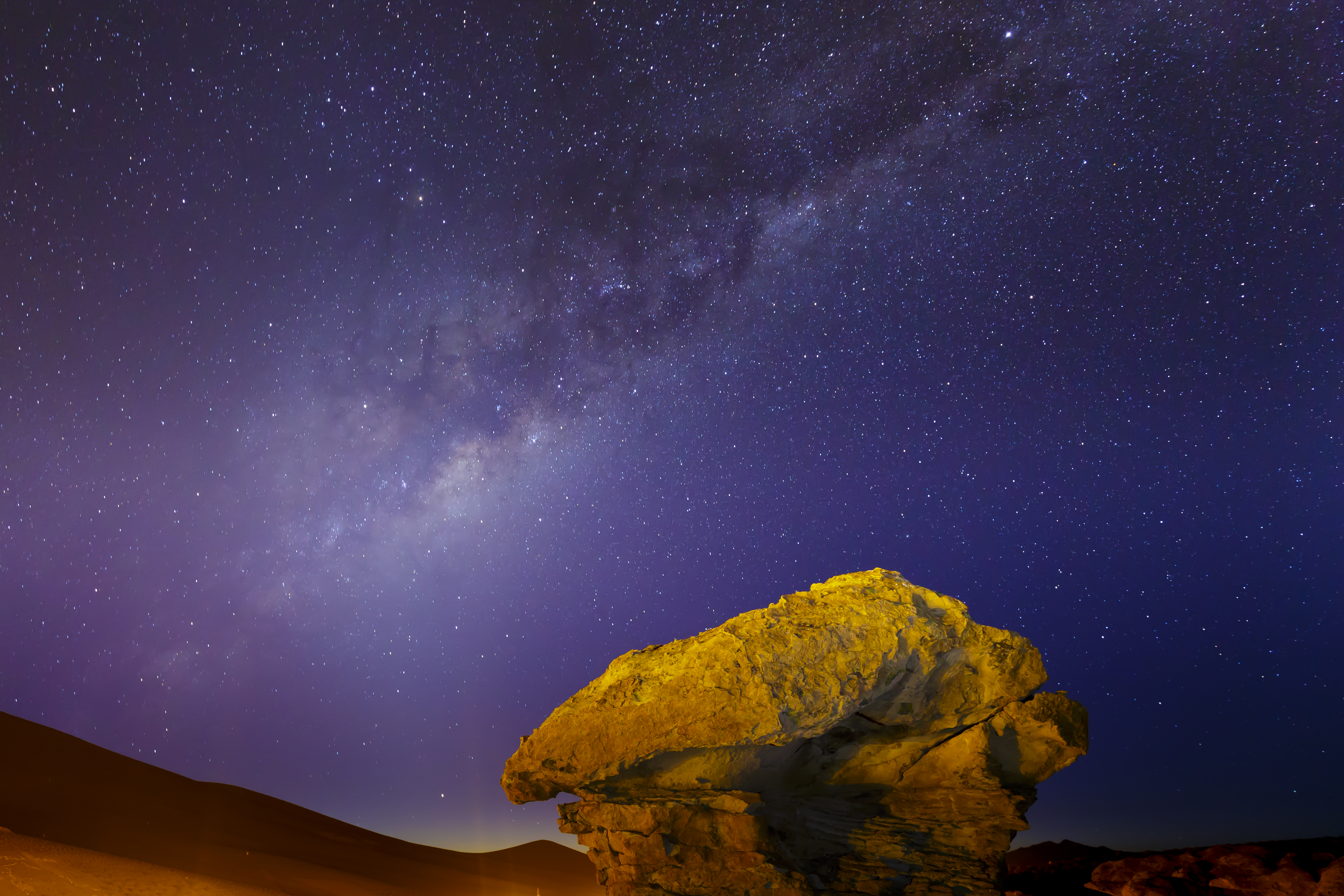
La Voie lactée vue de la réserve nationale de faune andine Eduardo Avaroa. Février 2017.

## Impacts sur les milieux naturels

### Activités humaines

#### Agriculture, pêche et chasse et déforestation
La terre des basses terres convient aux récoltes telles que le café et le cacao.
En 2022, la déforestation continue, la Bolivie faisant partie en valeur absolue des pays où la superficie déforestée a été la plus importante - avec l’Indonésie, la République démocratique du Congo et le Brésil.

#### Transports
Le lac Titicaca, situé à 3 810 mètres au-dessus du niveau de la mer, est le lac commercialement navigable le plus élevé du monde.

#### Activités tertiaires

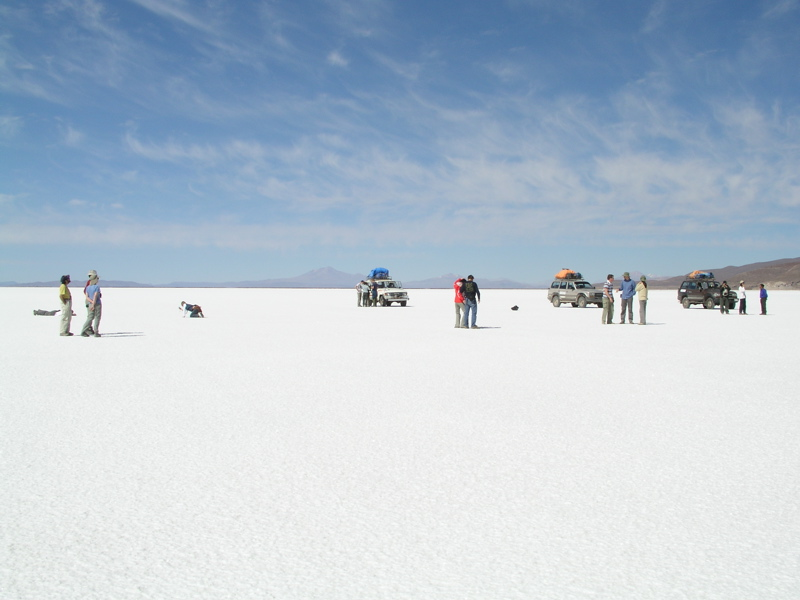
Salar d'Uyuni.

Dans les années 2010, salar de Uyuni est devenu une véritable attraction touristique. 90 % des habitants de la région de ce désert de sel de 10 000 km2 vivent aujourd’hui grâce à cette activité, menacée par l'extraction de lithium.

### Pression sur les ressources

#### Pression sur les ressources non renouvelables

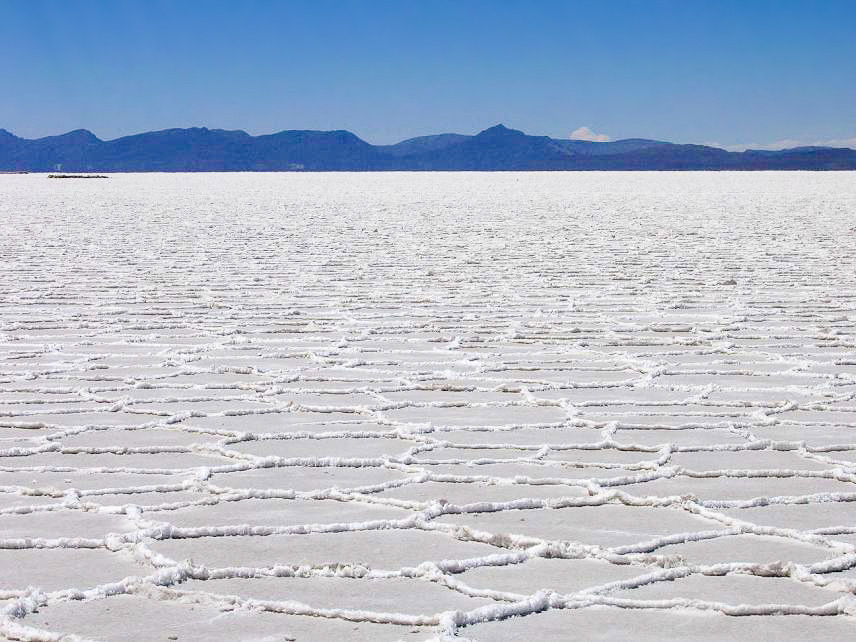
Photo du salar d'Uyuni

Dans les années 2010, l'extraction de lithium s'est développée  dans le désert de sel salar de Uyuni. Des dizaines de bassins d’évaporation, certains longs d’environ 1 km, émaillent aujourd’hui son paysage. Sous le plus vaste désert de sel du monde gît 17 % du lithium planétaire.

### Pollutions

#### La pollution de l'eau
A La Paz, les concentrations cumulées de médicaments sont parmi les plus importantes au monde mesurées.

## L'exposition aux risques
Entre novembre 2016 et mars 2017, la Bolivie connait une forte sécheresse due au phénomène El Niño, qui a fait chuter les précipitations de 40 % et provoqué une élévation des températures de deux à trois degrés. L'eau a dû être rationnée à La Paz et le gouvernement a déclaré l'état d'urgence.

## Politique environnementale en Bolivie
Un ministère de l’Environnement et de l'eau est créé en 2006 après l'élection d'Evo Morales, qui revient notamment sur les privatisations du secteur de la distribution de l'eau menées dans les années 1990 par le président Gonzalo Sánchez de Lozada. La nouvelle Constitution, approuvée par référendum en 2009, fait de l'accès à l'eau un droit fondamental. En juillet 2010, à l'initiative de la Bolivie, les Nations unies votent une résolution reconnaissant comme « fondamental » le « droit à une eau potable, salubre et propre ».
Les scientifiques ont commencé à alerter le gouvernement bolivien sur le problème de la fonte des glaciers dans les années 1990, mais il a fallu attendre 2012 pour que les autorités répondent par de réelles politiques de protection. Un Projet d'adaptation à l'impact du recul accéléré des glaciers des Andes tropicales (PRAA) est alors mis en place, avec pour mission de « renforcer le réseau de surveillance » et de « générer des informations utiles à la prise de décision ». Les glaciers sont depuis lors surveillés par des caméras, des sondes, des drones et par un satellite. Les autorités ont également développé des programmes de sensibilisation de la population aux conséquences du réchauffement climatique pour faire reculer certaines pratiques agricoles nuisibles.
En février 2017, le gouvernement mobilise 200 millions de dollars pour lutter contre la sécheresse et le réchauffement climatique.